# Oued El Alleug (distrito)
Oued El Alleug é um distrito localizado na província de Blida, Argélia, e cuja capital é a cidade de mesmo nome, Oued El Alleug. Segundo o censo de 1998, a população total do distrito era de 79 073 habitantes.[carece de fontes?]

## Municípios
O distrito está dividido em três municípios:
- Oued El Alleug
- Béni Tamou
- Ben Khéllil